# Finocchio (Roma)
Finocchio, o anche Borgata Finocchio, è una frazione di Roma Capitale (zona "O" 27), situata in zona Z. XIV Borghesiana, nel territorio del Municipio Roma VI.
Si estende lungo il diciottesimo km della via Casilina, all'incrocio con via di Rocca Cencia, via di Fontana Candida e via di Prataporci.
Le ultime due attraversano il territorio di vitivinicoltura del vino Frascati DOC.

## Storia
I primi insediamenti territoriali risalgono all'età pre-romana, più precisamente presso l'antica Gabii; l'area sarebbe stata sulla linea di transumanza tra questa, i Piani di Annibale e il Monte Cavo (Rocca di Papa): quest'ultimo antichissimo luogo di culto nei pressi di Albalonga.
La zona di Finocchio in epoca romana era sede di Stazioni di Posta e Avvistamento costruite in vari periodi storici, atte al controllo della strada consolare Casilina, da Casilinum l'odierna Capua.
L'importanza di questa strada statale (Strada Statale 6 Via Casilina), è sempre stata nota: nell'ultima guerra mondiale fu percorsa dalle truppe americane, dopo la battaglia di Cassino, per arrivare a Roma.
Da sempre zona di vitivinicoltura, ebbe un primo popolamento con la distribuzione della terre ai reduci della Prima Guerra Mondiale e la creazione di un piccolo centro commerciale, perché lontano da centri già dotati di servizi come per esempio Grotte Celoni sede dello stabilimento Breda.
La politica di immigrazione tra le due guerre contribuì a estendere quel piccolo centro: occorre precisare che diventare cittadino di Roma (centro urbano maggiore di 250.000 abitanti) era proibito per legge (abolita poi nel 1960) a meno di possedere un domicilio e/o un lavoro; quindi gli immigrati (italiani), che solitamente non avevano né una casa né un lavoro, stanziavano ai limiti dei confini comunali.
Il nucleo centrale, composto dalla chiesa e l'attigua antica torre della Posta (ora distrutta), nacque intorno ad attività commerciali di ristorazione e distribuzione (famiglie Cherubini, Colagrossi, Liverotti, Cupellini e altri) e anche a seguito della lottizzazione del Prof. Serafini, nel 1955, di un lotto di vigna molto ampio prospiciente la chiesa di Santa Maria della Fiducia.
Di notevole importanza era la cosiddetta Osteria del Finocchio, tra i luoghi più importanti di sosta e ristoro che, a partire dal Rinascimento, popolarono l'Agro romano. Questo edificio risalente al secolo XVII, l'unico di valenza storica nel quartiere, posto all'incrocio tra la via Casilina, la via Prataporci e la stessa via Osteria del Finocchio, fu demolito (con la dinamite) nei primi anni '60 per far posto a nuove costruzioni private.
Altre costruzioni erano già presenti all'epoca ma la vera esplosione demografica avvenne con la vendita della proprietà Fabrizi (1969) (azienda agricola) e la conseguente lottizzazione abusiva per svariati ettari, fin quasi alla Prenestina.

All'epoca della lottizzazione fu realizzato il campo sportivo di calcio "De Fonseca" che a tutt'oggi ospita la squadra locale di calcio.

L'area era attraversata dalla linea Roma-Fiuggi detta "Linea Laziali", costruita durante lo sforzo bellico della I guerra mondiale e nel tempo ridotta prima alla stazione di Pantano Borghese, quindi alla stazione di Giardinetti e, infine, alla stazione di Centocelle in seguito all'apertura della Metro C).
Della vecchia proprietà (azienda agricola) Fabrizi, ancora al 2009, esistono la casa padronale, del mezzadro e la stalla: l'area è rinominata Collina della Pace. Per svariati lustri svettò anche il palazzo di sei piani fatto costruire abusivamente (per destinarlo ad albergo) da Enrico Nicoletti, noto per essere il cassiere della storica banda della Magliana.

Il palazzo, mai terminato, e confiscato nel 2001 insieme a tutta l'area circostante di 13.000 m², tra via Capaci e via Bompietro, è stato fatto demolire dal comune di Roma il 19 maggio 2004, grazie all'opera di sensibilizzazione svolta da alcuni giovani del quartiere. Grazie a questa iniziativa la Collina della Pace è oggi l'unica area verde di Finocchio, sfuggita alle lottizzazioni cui la destinava il nuovo piano regolatore di Roma, adottato il 20 marzo 2003 dal Consiglio comunale.
Il 17 dicembre 2007 il sindaco di Roma Veltroni, ha inaugurato il nuovo parco della "Collina della Pace", situato nell'area confiscata nel 2001 a Enrico Nicoletti. Il parco è stato intitolato a Peppino Impastato, vittima della mafia ed è raggiungibile dalla stazione Bolognetta della Metro C.

## Monumenti e luoghi d'interesse

### Architetture religiose
- Chiesa di Santa Maria della Fiducia, su via Casilina. Parrocchia eretta il 1º luglio 1954 con il decreto del cardinale vicario Clemente Micara "Pastorali munere".

## Cultura
- Biblioteca Collina della Pace, su via Bompietro.

Inaugurata il 23 aprile 2016, in occasione della Giornata mondiale del Libro, nel parco intitolato a Peppino Impastato. A tal proposito l'edificio sorge per proseguire un percorso basato sulla legalità per contrastare atti vandalici. Parte degli oltre 30.000 libri sono stati donati dal presidente emerito Giorgio Napolitano.